# Basilica di Notre-Dame di La Vang
La basilica di Notre-Dame di La Vang (in vietnamita Ðền thơ Đức Mẹ La Vang, dove “La” significa foglia e “Vang” seme di erba) è il santuario nazionale cattolico del Vietnam, luogo significativo per i vietnamiti di tutto il mondo e uno dei tre centri di pellegrinaggio cattolici riconosciuti dal governo vietnamita. La chiesa, distrutta nel 1972 e in procinto di essere ricostruita, è dedicata a Nostra Signora di La Vang, patrona del Vietnam, e porta il titolo di basilica minore. Fu eretta nel villaggio di La Vang (comune di Hai Phu, provincia di Quang Tri), nel Vietnam centrale, 50 km a nord-ovest di Huế. Di essa oggi rimangono solamente il campanile e parte delle mura.

## Storia

### L'apparizione mariana
Nell'antico Annam, l'imperatore Canh Thinh proibì il 17 agosto 1798 la professione della religione cattolica, dopo un secolo di apertura al proselitismo. Avviò poi una politica di repressione contro i convertiti e ordinò la distruzione di tutte le chiese. Un gruppo di contadini cattolici, per sfuggire alla persecuzione, si rifugiò in montagna. Le condizioni di vita erano molto dure: diverse persone si ammalarono e altre morirono. Il villaggio era circondato dalla foresta pluviale e i fedeli si riunivano per recitare il rosario ai piedi di un albero quando veniva il tramonto. Una sera dello stesso anno avrebbero avuto la prima di una serie di apparizioni della Vergine Maria, vestita con il tradizionale ào dài e con in braccio il bambin Gesù. La Vergine insegnò ai contadini quali foglie bollire per curare gli ammalati. Assicurò loro la sua protezione.
Cessate le persecuzioni anticristiane, i contadini ritornarono nei loro villaggi nel 1802. La notizia dell'apparizione della Vergine si diffuse in tutto l'Annam, segnando l'inizio di frequenti pellegrinaggi. Sul luogo dell'apparizione fu costruita una cappella nel 1820. 

Dieci anni dopo furono scatenate dall'imperatore Tự Đức dure persecuzioni anticristiane, che terminarono solo nel 1885. Trenta martiri annamesi furono bruciati vivi a La Vang.

### La costruzione

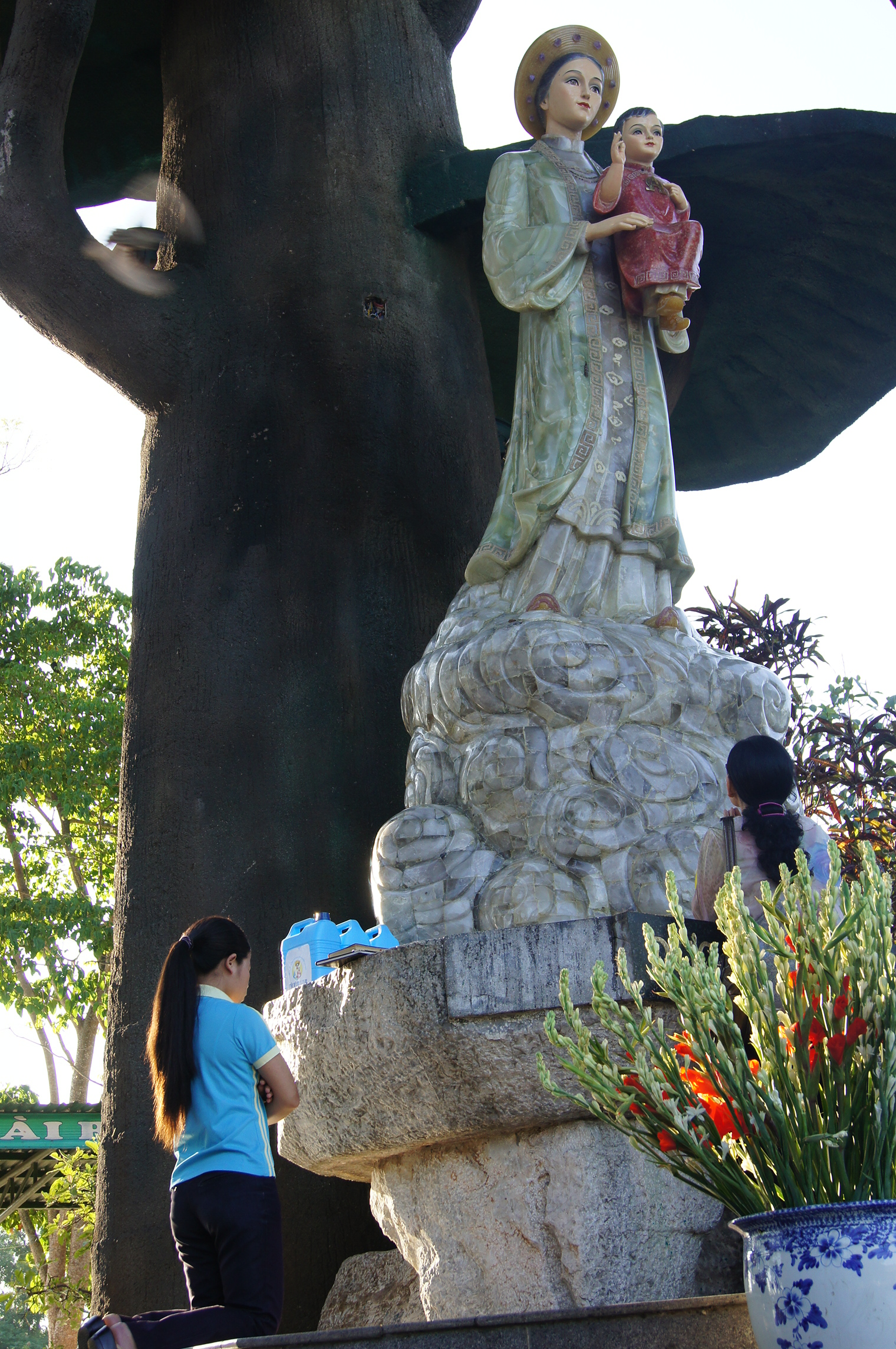
Il luogo dove apparve la Vergine ai fedeli nel 1798.

Dopo il termine delle persecuzioni, nel 1886, fu eretta una nuova cappella per sostituire quella precedente, che era andata distrutta l'anno prima. Fu consacrata nell'agosto 1901 da monsignor Louis Caspar, missionario e vescovo, e intitolate a «Nostra Signora del Soccorso» davanti a dodicimila fedeli. Il vescovo la proclamò protettrice di tutti i cattolici vietnamiti. L'interno della chiesa fu progettato nello stile dell'antica architettura vietnamita, mentre la facciata fu realizzata in stile occidentale. Il francese François Lemasle, missionario della Società per le missioni estere di Parigi e futuro vicario apostolico, fu a lungo il guardiano del santuario. Nel 1928 fu costruita una chiesa più grande della precedente per ricevere un maggior numero di pellegrini.
Dopo gli Accordi di Ginevra del 1954 e la spartizione del Vietnam, la provincia di Quang Tri rientrò nel territorio del Vietnam del Sud, sotto il controllo degli Stati Uniti (era la provincia più settentrionale dello stato, confinante col Vietnam del Nord). La statua della Vergine, che era stata nascosta in un luogo sicuro durante la guerra, fu solennemente ricollocata il giorno della festa dell'Immacolata Concezione dell'8 dicembre 1954. Nel 1961 la conferenza episcopale del Vietnam del Sud scelse il santuario di La Vang come luogo di pellegrinaggio nazionale per la celebrazione della festa del dogma mariano. Il 22 agosto 1962 Papa Giovanni XXIII elevò la chiesa al rango di basilica minore.

### Distruzione e rinascita

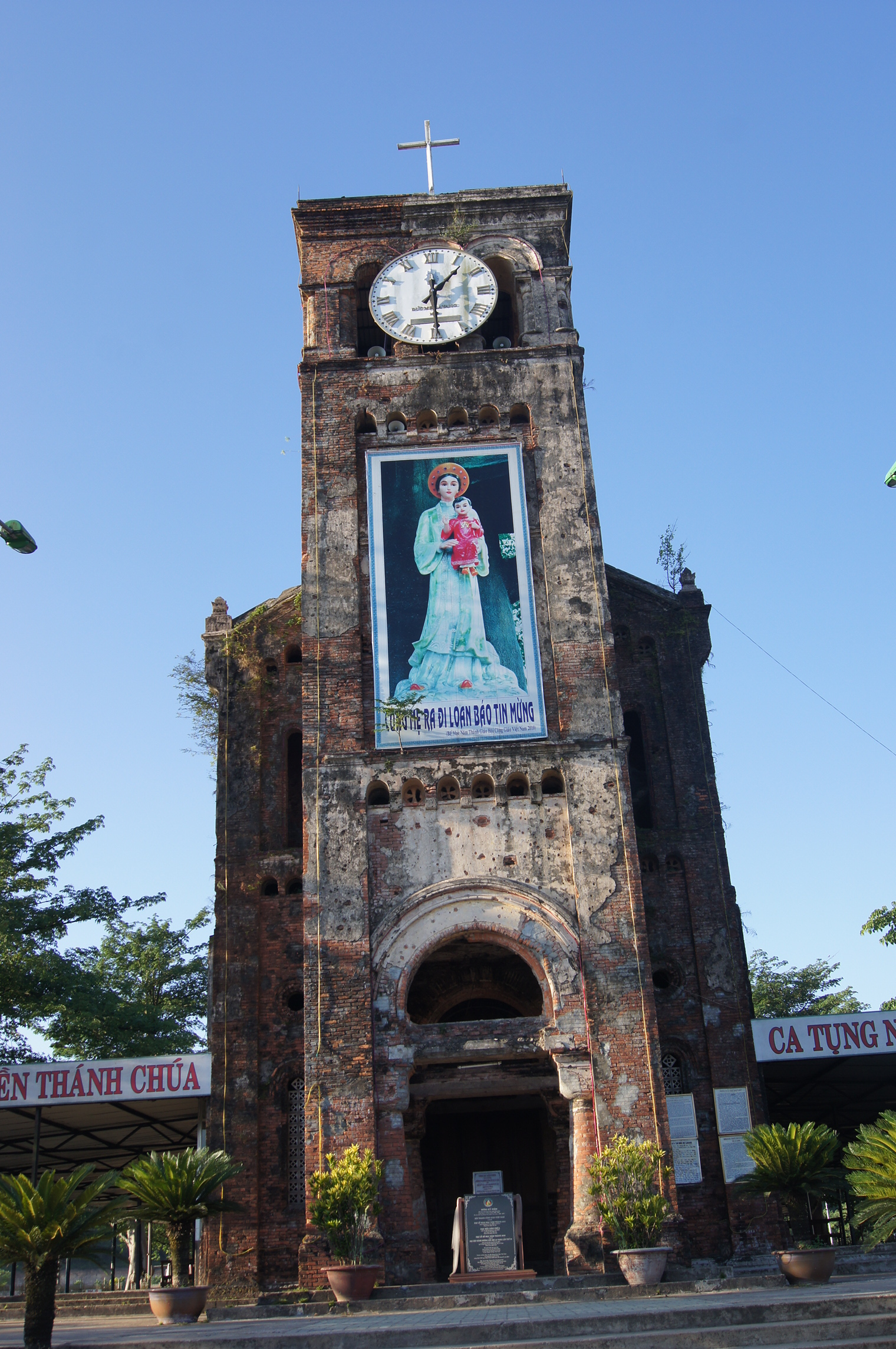
Il campanile della basilica, sopravvissuto alla distruzione del 1972.

La chiesa fu distrutta dai bombardamenti americani durante l'Offensiva di Pasqua lanciata dal Vietnam del Nord nell'estate del 1972. Nel 1975 gli americani persero la guerra e il Nord comunista conquistò il Sud. Il terreno su cui sorgeva il santuario venne confiscato dallo Stato. Il regime creò inoltre molti ostacoli ai pellegrini, scoraggiandoli a recarsi sul luogo delle apparizioni.
La situazione interna migliorò dopo la fine della guerra fredda. Nel 1998, in occasione della canonizzazione di 117 martiri del Vietnam (19 giugno), papa Giovanni Paolo II espresse pubblicamente il desiderio di vedere ricostruito il santuario, riconoscendo l'importanza di questo luogo per la storia del cristianesimo vietnamita, come scrisse in una lettera all'arcivescovo di Hue, Etienne Nguyên Nhu Thê, il 16 luglio 1998. Quest'ultimo non poté partecipare alla cerimonia, non avendo ricevuto un passaporto dalle autorità civili comuniste.
Il terreno su cui sorge il santuario è stato restituito alla Chiesa vietnamita solamente nel 2008. Quattro anni dopo, il 15 agosto 2012 (festa dell'Assunzione), sono state poste le fondamenta del nuovo santuario. Erano presenti: l'arcivescovo Nguyên Nhu Thê, il Presidente della Conferenza episcopale del Vietnam, monsignor Pierre Nguyen Van Nhon, il rappresentante della Santa Sede, monsignor Leopoldo Girelli, sedici vescovi, centinaia di sacerdoti e oltre 200.000 pellegrini. 

Il nuovo santuario avrà un'architettura tipicamente vietnamita e sarà in grado di ospitare diverse migliaia di pellegrini.

## Intitolazioni
Nostra Signora di La Vang è venerata in molte comunità parrocchiali vietnamite in tutto il mondo e diverse chiese portano il suo nome.